# 9531 Jean-Luc
9531 Jean-Luc là một tiểu hành tinh vành đai chính với chu kỳ quỹ đạo là 1220.0360832 ngày (3.34 năm).
Nó được phát hiện ngày 30 tháng 8 năm 1981. Nó được đặt theo tên nhà thiên văn học Jean-Luc Margot.